# Lymantria incerta
Lymantria incerta este o specie de molii din genul Lymantria, familia Lymantriidae, descrisă de Walker 1855 Conform Catalogue of Life specia Lymantria incerta nu are subspecii cunoscute.